# Горькое (озеро, Кызылжарский район)
Горькое (каз. Горькое) — горько-солёное озеро в Кызылжарском районе Северо-Казахстанской области Казахстана. Находится в 24 км к востоку от города Мамлютка и примерно в 10 км к северо-западу от Петропавловска.
По данным топографической съёмки 1940-х годов, площадь поверхности озера составляет 8,25 км². Наибольшая длина озера — 4 км, наибольшая ширина — 2,5 км. Длина береговой линии составляет 11,6 км, развитие береговой линии — 1,13. Озеро расположено на высоте 95,6 м над уровнем моря.